# Gabriel Péri
Gabriel Péri (Toulon, 1902 - Suresnes, 14 de dezembro de 1941) foi um jornalista e político francês.
Péri foi eleito deputado para a Assembléia Nacional em 1932 e reeleito em 1936, distinguindo-se como um especialista no campo das relações diplomáticas e internacionais e foi um estridente anti-fascista e anti-nazista.
Após a queda da França em 1940, entrou para a Resistência Francesa, sendo preso em 18 de maio de 1941 e executado em dezembro deste ano.